# Буссе (озеро)
Буссе́ (айн. Томбучи, яп. Тобути) — лагуна (озеро) на острове Сахалин, расположенная у восточного берега залива Анива в Охотском море.

## Описание
Площадь озера составляет 39,4 км² (по другим данным — 43 км²), площадь бассейна 478 км² (по другим данным — более 700 км²), длина — 9 км, ширина — 7 км, длина береговой линии — 27 км. Максимальная глубина достигает 4,5 м. Отделена от моря песчаной косой, на юго-западе которой соединяется с морем узким проходом Суслова.
Крупнейший из впадающих в лагуну водотоков — река Шешкевича, также с северо-запада впадает протока Аракуль.
На берегу озера расположены посёлки Береговое и Муравьёво.

## История
Озеро получило своё название в честь участника экспедиции Невельского и первого начальника острова Сахалин Николая Васильевича Буссе.
В 1867 году на восточном берегу озера, в устье реки Шешкевича, был основан второй по счёту Муравьёвский пост (первый, на месте современного Корсакова, был снят во время Крымской войны из-за угрозы со стороны англо-французской эскадры, хозяйничавших в ту пору в Тихом океане).
Главным неудобством Муравьёвского поста на Буссе, называемого двенадцатифутовой гаванью, была небольшая глубина залива Буссе, не позволявшая крупным судам подходить к нему для разгрузки припасов.
После передачи Сахалина в полное российское владение, в 1875 году Муравьёвский пост на Буссе был также снят и выведен на старое место в Кусункотане.
С 1905 по 1946 годы, когда территория принадлежала Японии, озеро носило название Озеро Тобути (яп. 遠淵湖 Тообути-ко).
С 1977 года по 2020 являлось памятником природы регионального значения гидрологического профиля, с 2020 приобрело статус «природный парк».

## Флора и фауна
В озере произрастает водоросль анфельция, служащая сырьём для производства агар-агара. Она является промысловой культурой, на агаровом заводе «Бином-центр» производят около 150 тон агар-агара ежегодно.
В озере обитают трепанг, устрица, гребешок приморский, травяной чилим, морские звёзды и морские ежи, морские огурцы, мидии, трубачи, а так же рыбы (лососевые, сельдь, корюшка, навага). Озеро является местом гнездования птиц, занесённых в Красные книги РФ и Сахалинской области, а так же местом отдыха перелётных птиц во время сезонных перелётов (утки, лебеди, кулики, цапли, хищные птицы). Всего в озере Буссе обитают около 263 видов животных: 58 видов бокоплавов, 44 вида многощетинковых червей, 27 видов брюхоногих моллюсков, 18 видов десятиногих раков, 17 видов двустворчатых моллюсков. Водные растительные сообщества включают 31 вид растений.
Берега озера покрыты елово-пихтовыми лесами (включая ель Глена), имеется также багульник, лиственничники, смешанные леса (дубы, клёны, ольха, ива), кедровый стланик, луга разнотравные. Из млекопитающих можно встретить: енотовидную собаку, лисицу, ласку, американскую норку, зайца-беляка, ондатру, бурундука, бурозубок, серую и черную крыс, рукокрылых (водяную ночницу, бурого ушана), иногда дальневосточную нерпу (ларгу), тюленей и бурого медведя.

## Особенности
Не все районы озера разрешено посещать туристам из-за природоохранных ограничений. Запрет действует на любую хозяйственную деятельность, включая охоту, рыбалку, сбор ягод, грибов, растений. В разрешенных местах при наличие разрешения возможны спортивная охота и рыбалка, туризм. Озеро Буссе является одним из интересных мест для туристов острова и любителей гастро-туров из-за большого количества вкусных и свежих молюсков и морепродуктов.